# Брея (град, Калифорния)
Брея (на английски: Brea) е град в окръг Ориндж, щата Калифорния, САЩ.
Брея е с население от 49560 жители (2007) и обща площ от 27,3 km². Намира се на 110 m надморска височина. ЗИП кодовете му са 92821-92823, а телефонният му код е 657/714.